# Orle (osada leśna w powiecie nakielskim)
Orle – osada leśna w Polsce, położona w województwie kujawsko-pomorskim, w powiecie nakielskim, w gminie Mrocza.
W latach 1975–1998 miejscowość należała administracyjnie do województwa bydgoskiego.